# الحزب الوطني الفاشي
كان الحزب الوطني الفاشي (بالإيطالية: Partito Nazionale Fascista) حزبًا سياسيًا إيطاليًا أنشأه بينيتو موسوليني بوصفه كيانًا للتعبير السياسي عن الفاشية الإيطالية، معيدًا تنظيم صفوف جماعة الحُزم القتالية الإيطالية السابقة. حكم الحزب مملكة إيطاليا بدءًا من عام 1922 حين استولى الفاشيون على السلطة في أعقاب الزحف إلى روما، واستمروا في الحكم حتى سقوط النظام الفاشي وخلع مجلس الفاشية الكبير لموسوليني في عام 1943. خلفه الحزب الفاشي الجمهوري في الأقاليم الواقعة تحت سيطرة الجمهورية الإيطالية الاشتراكية، والذي حُل في نهاية المطاف بالترافق مع انتهاء الحرب العالمية الثانية.
كانت القومية الإيطالية والرغبة في استعادة وتوسيع رقعة الأراضي الإيطالية مترسخة في فكر الحزب الوطني الفاشي، وهو ما عده الفاشيون الإيطاليون ضروريًا كي تؤكد الأمة تفوقها وقوتها وتتلافى الاستسلام في وجه التقهقر. ادعى الفاشيون الإيطاليون أن دولة إيطاليا الحديثة كانت وريثًا لحضارة روما القديمة وما خلفته من إرث، ودعموا تاريخيًا إقامة إمبراطورية إيطالية تأمن مجالًا حيويًا استعماريًا يمكن للمستوطنين الإيطاليين أن يشغلوه، وذلك فضلًا عن بسط سيطرتهم على البحر المتوسط. كذلك أبدى الحزب تأييده للمواقف الاجتماعية المحافظة.
روج الفاشيون لنظام اقتصادي تشاركي ترتبط على أساسه كل من نقابات أصحاب العمل ونقابات الموظفين ببعضها البعض في رابطات تهدف إلى تمثيل المنتجين الاقتصاديين في الأمة تمثيلًا جماعيًا، وتعمل فيه جنبًا إلى جنب مع الدولة بهدف وضع السياسة الاقتصادية الوطنية. سعى هذا النظام الاقتصادي إلى حل الصراع الطبقي من خلال إحقاق التآزر بين الطبقات. وفضلًا عن ذلك، كان الحزب من الدعاة الأشداء للاكتفاء الذاتي.
عارضت الفاشية الإيطالية الليبرالية، ولكنها لم تسعَ إلى إحراز استرداد رجعي لعالم ما قبل الثورة الفرنسية، والذي عدته منقوصًا وغير متماشٍ مع اتجاهها الطموح في السياسة. كذلك كانت تعارض الاشتراكية الماركسية بسبب مناوئتها التقليدية للقومية. بيد أنها كانت أيضًا معارضة للمحافظة الرجعية التي جاء بها جوزيف دي مايستر. اعتقد الحزب أن نجاح القومية الإيطالية كان منوطًا باحترام التقاليد والإحساس الواضح بالماضي المشترك الذي يجمع أبناء الشعب الإيطالي، إلى جانب الالتزام بتحديث إيطاليا والإيمان الراسخ بأنه كان مقدر لإيطاليا أن تغدو القوة المهيمنة في أوروبا.
يعد كل من الحزب الوطني الفاشي وخليفته الحزب الفاشي الجمهوري الحزبين الوحيدين اللذين يقضي الدستور الإيطالي بحظر إعادة تشكيلهما: «يُحظر إعادة تشكيل الحزب الفاشي المنحل تحت أي شكل من الأشكال».

## التاريخ

### خلفية تاريخية
كانت النظرة القومية الإيطالية تعتبر أن إيطاليا تعرضت للخداع في معاهدة سان جرمان (1919) عقب انتهاء الحرب العالمية الأولى (1914 - 1918)، وذلك رغم أن مملكة إيطاليا (1861 - 1946) كانت شريكًا كاملًا لقوات الحلفاء ضد قوى المركز. وبالتالي، اعتُبر أن الحلفاء ثبطوا التقدم الذي أحرزته إيطاليا حتى تصبح «قوةً عظمى». نجح الحزب الوطني الفاشي منذ ذلك الحين في استغلال نظرة الازدراء تلك التي كنتها القومية الإيطالية بغية تقديم الفاشية على أنها الأنسب لحكم البلاد من خلال الادعاء بأن الديمقراطية والاشتراكية والليبرالية كانت أنظمة فاشلة.
أجبر الحلفاء مملكة إيطاليا على التنازل عن ميناء فيومه (رييكا) الكرواتي ليوغوسلافيا في مؤتمر باريس للسلام في عام 1919. كان يغلب على المدينة العنصر الإيطالي، ولكنها لم تحظى بأهمية قومية تذكر. وعلاوةً على ذلك، استُبعدت إيطاليا من معاهدة لندن السرية العائدة إلى زمن الحرب (1915)، والتي كانت قد أبرمتها مع الوفاق الثلاثي، وخرجت بموجبها من الحلف الثلاثي وانضمت إلى العدو بعد إعلانها الحرب على الإمبراطورية الألمانية والإمبراطورية النمساوية المجرية، وذلك في مقابل حصولها على مجموعة من الأراضي التي كانت مملكة إيطاليا تدعي سيادتها عليها عند انتهاء الحرب.
كان الرد القومي الساخط لبطل الحرب غابرييل دانونزيو هو إعلان قيام وصاية كارنارو الإيطالية في شهر سبتمبر من عام 1919. نصب دانونزيو نفسه قائدًا وصيًا على دولته الإيطالية المستقلة، وأصدر ميثاق كارنارو بتاريخ 8 سبتمبر عام 1920. كان الميثاق عبارة عن إدماج دستوري تألفي من السياسات اليمينية واليسارية -ويشمل عددًا من الأفكار الأناركية والفاشية البدائية والجمهورية الديمقراطية- والتي أثرت كثيرًا على التطور السياسي الفلسفي للفاشية الإيطالية المبكرة. بادرت القوات المسلحة الإيطالية الحضرية إلى الإطاحة بوصاية القائد غابرييل دانونزيو في يوم عيد الميلاد سنة 1920، وذلك عملًا بما جاء في معاهدة ربالو (1920). عُد دانونزيو قوميًا وليس فاشيًا في سياق تطور نموذج الحكومة الفاشية. وكان إرثه في السياسة التطبيقية («السياسة كمسرح») شكليًا (إذ اشتمل على المراسم والملابس الموحدة والخطب الحماسية والأناشيد)، وليس موضوعيًا وهو ما طورته الفاشية الإيطالية ببراعة كنموذج للحوكمة.
تأسس الحزب الوطني الفاشي في روما خلال المؤتمر الفاشي الثالث الذي عقد في الفترة من 7 إلى 10 نوفمبر عام 1921. مثل تشكيل الحزب تحول وحدة الحُزم القتالية الإيطالية شبه العسكرية إلى مجموعة سياسية أكثر ترابطًا (كانت الحُزم القتالية الإيطالية قد تأسست على يد موسوليني في ميدان سان سيبولكرو بميلانو في 23 مارس عام 1919).
لعب الحزب الفاشي دورًا فعالًا في توجيه واستقطاب الدعم لأيديولوجيا موسوليني. قامت مجموعات ضمن الحزب تدعى القمصان السوداء (السكوادريستي) بإرساء قاعدة من النفوذ أثناء السنوات الأولى من خلال مهاجمة الاشتراكيين ومؤسساتهم في وادي بو الريفي دون هوادة، وهكذا ظفرت هذه المجموعات بدعم أصحاب الأراضي. بالمقارنة مع سلفه فإن الحزب الوطني الفاشي تخلى عن الجمهوريانية متحولًا نحو يمين الطيف السياسي.

### الزحف إلى روما
حاول موسوليني تنفيذ انقلاب تحت شعار الزحف إلى روما والذي روجت له الدعاية الفاشية بتاريخ 28 أكتوبر عام 1922. شارك في هذه المحاولة ما ناهز الـ30 ألف فاشي. بادر القادة الرباعيون للحزب الفاشي ألا وهم الجنرال إميليو دي بونو وإيتالو بالبو (من أشهر الضباط الفاشيين) وميشيل بيانكي وسيزاري ماريا ديفيكي إلى تنظيم الزحف، في حين ظل القائد في الخلف خلال معظم المسيرة، غير أنه سمح بالتقاط الصور له وهو يسير جنبًا إلى جنب مع أعضاء الحزب الفاشي. ساعد الجنرالان غوستافو فارا وسانتي تشكريني في الاستعداد لمسيرة يوم 18 أكتوبر. كان من جملة المنظمين الآخرين للمسيرة كل من الماركيز دينو بيروني كومباني وأوليسي إليوري.
أعلن موسوليني في حضور 60 ألف شخص في المؤتمر الفاشي بميلانو والذي عقد بتاريخ 24 أكتوبر عام 1922: «إن برنامجنا بسيط: نريد أن نحكم إيطاليا». كان القمصان السود في تلك الأثناء قد تمكنوا من احتلال سهل بو باسطين سيطرتهم على جميع النقاط الإستراتيجية في البلاد. في يوم 26 أكتوبر، حذر رئيس الوزراء السابق أنطونيو سالاندرا رئيس الوزراء الحالي لويجي فاكتا من أن موسوليني كان يطالب باستقالته ويتحضر للزحف نحو روما. بيد أن فاكتا لم يصدق سالاندرا ظنًا منه أن موسوليني سوف يحكم بروية إلى جانبه. أصدر فاكتا (الذي استقال من منصبه ولكنه ظل متوليًا زمام السلطة) أمرًا بفرض حصار على روما بهدف مواجهة التهديد الذي شكلته فرق القوات الفاشية المحتشدة خارج المدينة. كان فاكتا متيقنًا من اتفاق الملك معه في الرأي، وذلك نظرًا إلى المحادثات السابقة التي أجراها معه حول قمع العنف الفاشي. غير أن الملك فيكتور إيمانويل الثالث رفض توقيع الأمر العسكري. تنازل الملك عن مقاليد الحكم لموسوليني في يوم 28 أكتوبر بعدما حظي بدعم القوات المسلحة وطبقة رجال الأعمال والشريحة اليمينية من السكان.